# Leonowka (rejon bolszesołdatski)
Leonowka (ros. Леоновка) – wieś (ros. деревня, trb. dieriewnia) w zachodniej Rosji, w sielsowiecie lubostańskim rejonu bolszesołdatskiego w obwodzie kurskim.

## Geografia
Miejscowość położona jest nad rzeką Rybinka, 3 km od centrum administracyjnego sielsowietu lubostańskiego (Lubostań), 18,5 km od centrum administracyjnego rejonu (Bolszoje Sołdatskoje), 57 km od Kurska.
W granicach miejscowości znajdują się ulice: Nowosiołowka, Polewaja, Raboczaja, Sadowaja, Fiermierskaja, Chutorskaja, Centralnaja, Szkolnaja.

## Demografia
W 2010 r. miejscowość zamieszkiwało 266 osób.